# 劉廷楠
刘廷楠（1753年—1820年），字让木，号云岗，室名景廉堂，直隶献县人。清朝政治人物。

## 生平
乾隆五十二年（1787年）丁未科进士，历官廣東廣州府揭阳县令，南海县知县，嘉应州知州，署廉州府事。

## 著作
著有《景廉堂、偶一草堂拾遗》。

## 家族
有子刘书年，刘其年均为道光年间进士。